# 新城県 (汾西県)
新城県（しんじょう-けん）は中華人民共和国山西省にかつて存在した県。現在の臨汾市汾西県北部に相当する。
南北朝時代、北魏により設置された。590年（開皇10年）、隋朝により廃止され汾西県に編入された。